# برونو بابتيستا
برونو بابتيستا (بالبرتغالية: Bruno Baptista‏) هو سائق سيارة سباق برازيلي، ولد في 24 مارس 1997 في ساو باولو في البرازيل.

## وصلات خارجية
- برونو بابتيستا على موقع DriverDB.com (الإنجليزية)